# Georg Eberlein (Politiker)
Georg Eberlein (* 4. April 1888 in Frankfurt am Main; † 29. Januar 1976 in Bad Homburg vor der Höhe) war ein hessischer Politiker (DVP, LDP), Oberbürgermeister der Stadt Bad Homburg und Landrat des Obertaunuskreises.

## Ausbildung und Beruf
Georg Eberlein war der Sohn eines Privatiers. Nach dem Abitur studierte er 1906 bis 1908 Rechtswissenschaften in Marburg und Berlin und wurde 1906 Mitglied der Marburger Burschenschaft Germania. Das Studium schloss er 1913 mit der Promotion zum Dr. iur. und 1914 mit dem zweiten Staatsexamen ab. Zuvor war er als Referendar in Nastätten und am Amtsgericht Frankfurt am Main tätig gewesen.
Nach kurzen Beschäftigungen als Anwalt und in einer Bank trat er 1914 in den Staatsdienst bei der Stadt Frankfurt ein. 1915 wurde er eingezogen und diente als Kriegsgerichtsrat an der Westfront. 1917 kehrte er zur Stadt Frankfurt zurück und wurde dort persönlicher Referent des Oberbürgermeisters und Magistratssyndikus.

## Politik
Georg Eberlein wurde am 14. November 1924 zum Bürgermeister der Stadt Bad Homburg gewählt. Mit der Machtergreifung der Nationalsozialisten wurde er abgesetzt und konnte sich nicht mehr politisch betätigen. Nach dem Zweiten Weltkrieg gehörte er zu den Gründern der LDP, aus der später der hessische Landesverband der FDP wurde. 1945 setzte ihn die amerikanische Besatzungsmacht erneut als Bürgermeister ein (und verlieh ihm den Titel Oberbürgermeister). Nach den ersten freien Kommunalwahlen 1946 wurde er erneut von der Stadtverordnetenversammlung als Oberbürgermeister gewählt. 1948 wurde er zum Landrat des Obertaunuskreises gewählt. Dieses Amt behielt er bis zu seiner Pensionierung 1960.

## Ehrungen
1958 wurde er anlässlich seines 70. Geburtstags zum Ehrenbürger der Stadt Bad Homburg ernannt.